# Gare du Breuil-sur-Couze
Pour les articles homonymes, voir Gare de Breuil.
La gare du Breuil-sur-Couze est une gare ferroviaire française de la ligne de Saint-Germain-des-Fossés à Nîmes-Courbessac, située sur le territoire de la commune du Breuil-sur-Couze, dans le département du Puy-de-Dôme, en région Auvergne-Rhône-Alpes.
C'est une halte ferroviaire de la Société nationale des chemins de fer français (SNCF), desservie par des trains TER Auvergne-Rhône-Alpes.

## Situation ferroviaire
Établie à 394 m d'altitude, la gare du Breuil-sur-Couze est située au point kilométrique (PK) 463,116 de la ligne de Saint-Germain-des-Fossés à Nîmes-Courbessac, entre les gares ouvertes d'Issoire et de Brassac-les-Mines - Sainte-Florine.

## Service des voyageurs

### Accueil
Halte SNCF, c'est un point d'arrêt non géré (PANG) à entrée libre. Elle est équipée d'automates pour l'achat de titres de transport.

### Desserte
Le Breuil-sur-Couze est desservie par des trains TER Auvergne-Rhône-Alpes qui effectuent des missions entre les gares de Clermont-Ferrand et de Brioude. Depuis le service annuel 2012, 2 trains en provenance de Moulins et un train à destination de Gannat desservent cette halte.

### Intermodalité
Le centre-ville du Breuil-sur-Couze est à 400 mètres. Un abri à vélos et un parking pour les véhicules y sont aménagés.